# Mikrobiális intelligencia

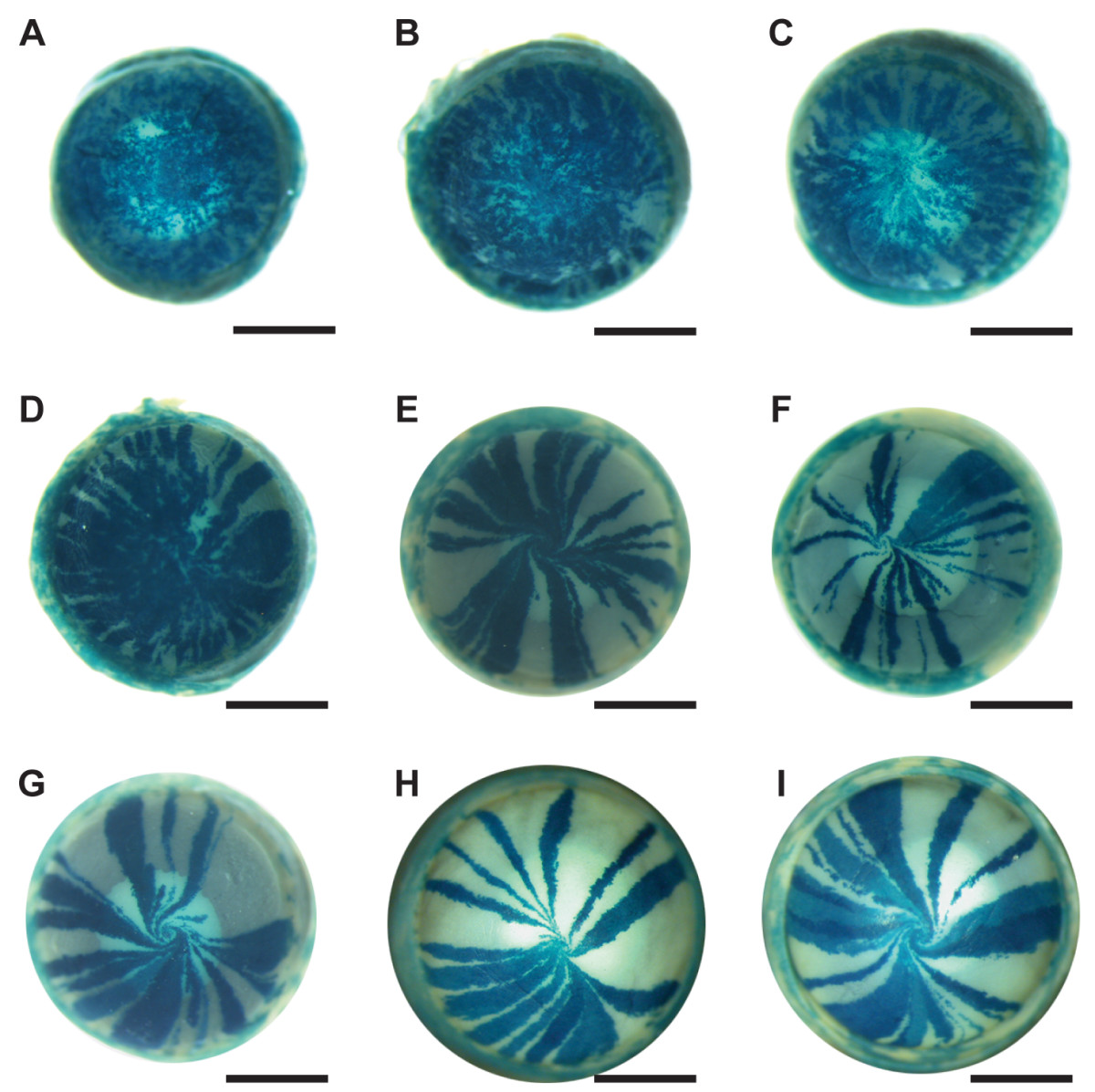
Epithelia sejtek önszervező növekedése

A mikrobiális intelligencia (más néven bakteriális intelligencia) a mikroorganizmusok által mutatott intelligencia. A koncepció magában foglalja az egyedi sejtek által mutatott komplex adaptív magatartást, valamint az altruista vagy kooperatív viselkedést a kémiai jelátvitel által közvetített, hasonló vagy ellentétes sejtek populációiban, amelyek fiziológiai vagy viselkedési változásokat okoznak a sejtekben, és befolyásolják a kolónia-struktúrákat.
A komplex sejtek, mint a protozoa vagy az algák, figyelemre méltó képességeket mutatnak a változó körülmények között történő szervezéshez. Egyes kutatások, olyan összetett megkülönböztetést és manipulatív készségeket tár fel, amelyek rendszerint csak a többsejtű szervezetekben fordulnak elő.
Még azok a baktériumok is, amelyek elszigetelt sejtekből származnak, mutatnak egyfajta primitív viselkedést, melyek családonként bonyolultabb viselkedést mutathatnak. Ezek a viselkedések egyetlen fajpopulációban vagy vegyes fajpopulációban fordulnak elő. Ilyenek például a myxobaktériumok kolóniái, a kvórumérzékelés és a biofilmek.
Kutatások során megfigyelték, hogy a bakteriális telepek simán utánozzák a biológiai neurális hálózatot. A baktériumok kémiai jelek formájában vegyenek be bemenetet, feldolgozzák, majd kimeneti vegyi anyagokat termelnek a baktériumok más baktériumok jelzésére.
Azok a mechanizmusok, amelyek lehetővé teszik az egysejtű organizmusok számára, hogy összehangolják azokat a populációkat, amelyek feltehetően átvittek azokon a vonalakon, amelyek kialakultak a multicellularitás, és a többsejtű organizmusok koordinálására szolgáló mechanizmusokként működtek együtt.
A baktériumok kommunikációját és önszerveződését a hálózat elméletének összefüggésében a Tel Aviv Egyetem Eshel Ben-Jacob kutatócsoportja vizsgálta, amely a bakteriális telepek fraktál modelljét és a nyelvi és társadalmi minták koloniális életciklusának meghatározását eredményezte

## Példák mikrobiális intelligenciára
- A biofilmek kialakulása az egész kolónia közös döntését igényli.
- A Bacillus subtilis biofilmje elektromos jeleket (ionátvitel) használhat a növekedés szinkronizálására, hogy a biofilm legbelső sejtjei ne ehessenek.
- A táplálkozási stressz alatt a bakteriális telepek oly módon szervezhetik magukat, hogy maximalizálják a tápanyagok elérhetőségét.
- A baktériumok újraszervezik magukat antibiotikus stressz hatására.
- A baktériumok géneket (például az antibiotikumrezisztenciát kódoló géneket) cserélhetnek ki a vegyes fajok telepei között.
- A myxobaktériumok és a celluláris formák egyedi sejtjei összehangolják a komplex struktúrák kialakulását vagy multicelluláris egységek kialakulását.
- A baktériumok populációi a kvórumérzékelést használják, hogy megítéljék saját sűrűségüket, és ennek megfelelően változtassák meg viselkedéseiket. Ezt a biofilmek képződésekor, az Euprymna scolopes nevű tintahal szimbionta baktériumának vizsgálatakor fedezték fel, amely a tintahal számára luciferint termel, de közben megvédi magát a gazdaszervezet immunrendszerétől.[2]
- Baktériumok bármelyikének bejutásához a gazdasejtbe, a sejtnek olyan receptorokkal kell rendelkeznie, amelyekhez a baktériumok kötődni képesek, és bejutni általuk a sejtbe. Az E. coli egyes törzsei képesek beépíteni magukat egy gazdasejtbe anélkül, hogy specifikus receptorok jelenléte kellene hozzá, mivel saját receptort hoznak létre, amelyen keresztül képesek belépni a sejtbe.
- Nehéz körülmények között egyes baktériumok átalakulnak endospórákká, hogy ellenálljanak a hőnek és a kiszáradásnak.
- A mikroorganizmusok közül számos csoport képes arra, hogy megváltoztassa a felületi antigénjeiket, amivel el tudja kerülni hogy az immunrendszer megtámadja, mivel a korábbi antigének ellen létrejött védekező mechanizmusok legtöbbször hatástalanok az újakkal szemben.

## Fordítás
- Ez a szócikk részben vagy egészben  a   Microbial_intelligence című angol Wikipédia-szócikk fordításán alapul.  Az eredeti cikk szerkesztőit annak laptörténete sorolja fel. Ez a jelzés csupán a megfogalmazás eredetét és a szerzői jogokat jelzi, nem szolgál a cikkben szereplő információk forrásmegjelöléseként.